# Manoir du Bois-Hellio
Le manoir du Bois-Hellio est situé à Ploërmel en France.

## Localisation
Le manoir est situé sur le territoire de la commune de Ploërmel, au lieu-dit Le Bois Hellio, dans le département du Morbihan en région Bretagne.

## Description
Le manoir est actuellement une dépendance agricole.

## Historique
Le manoir est inscrit à l'inventaire général du patrimoine culturel.